# HIM
HIM (Apronym für: His Infernal Majesty) war eine finnische Musikgruppe aus Helsinki, die dem Dark Rock zugeschrieben wurde. Die Gruppe selbst bezeichnete ihre Musik hingegen als „Love Metal“.

## Geschichte

### Anfänge (1991–1995)
Als Jugendliche gründeten Mikko „Migé Amour“ Paananen und Ville Valo 1991 eine Band unter dem Namen Kafferi (inspiriert durch H. P. Lovecraft). Doch noch im selben Jahr änderten sie den Bandnamen in His Infernal Majesty (Seine teuflische Majestät). Valo spielte die Gitarrenparts auf seinem Bass und Paananen die Bass-Parts. Abwechselnd am Schlagzeug spielten Juippi und später Juha Tarvonen.
Noch unter dem Namen Kafferi wurde 1991 eine Demo mit dem Lied Xilqa Xilqa Besa Besa eingespielt, die Grundlage für die spätere Demo Borellus von 1994. Der Titel Xilqa Xilqa Besa Besa entstammt der gleichnamigen Beschwörungsformel gegen böse Geister, die im Necronomicon, einem fiktiven Buch, das in mehreren Geschichten von H. P. Lovecraft Erwähnung findet.
Als His Infernal Majesty spielten sie 1992 eine Demo unter dem Titel Witches and other Night Fears (Hexen und andere Nachtängste) ein. Der Titel entstammt einem Essay von Charles Lamb aus dem Jahr 1821, der wiederum als Epigraph für die Kurzgeschichte The Dunwich Horror (deutscher Titel: Das Grauen von Dunwich) von H. P. Lovecraft verwendet wurde. Die Demo wurde nie veröffentlicht, befindet sich im Besitz von Ville Valo und enthält angeblich 7 unbekannte Lieder.
Ihren ersten Auftritt bestritten His Infernal Majesty an Silvester 1992 im Semifinal Club in Helsinki. Nach diesem Auftritt hatte Paananen mit 18 Jahren seinen zweijährigen Wehrdienst abzuleisten und so kam es zu einer unfreiwilligen Bandpause.
Nach dem Schulabschluss des Gitarristen Lindström 1994, entschloss sich dieser, mit Valo die Band zu reaktivieren und sie nahmen wieder denselben Bandnamen: His Infernal Majesty. Als Duo spielten sie 1994 eine Demo mit den Liedern Serpent Ride, Borellus und The Heartless auf. Lindström spielte Bass und Gitarre, Valo spielte Schlagzeug und sang. Ursprünglich war Valo als Bassist der Band eingeplant, weshalb nach einem Sänger gesucht wurde, wobei jedoch niemand gefunden wurde. Als Paananen 1995 vom Wehrdienst zurückkam, war dieser von der Demo beeindruckt und trat als Bassist der Formation bei. In Ermangelung eines Sängers, beschloss das Trio, einer von ihnen müsse diesen Part übernehmen. Sie nahmen 1995 eine Demo auf, auf der Valo noch Schlagzeug spielte und Paananen (womöglich auch Lindström) sang, um herauszufinden, wer der beste Sänger sei. Lindström und Paananen überredeten schließlich Valo den Part des Sängers zu übernehmen, wobei er nach Zögern zustimmte.
Valo zeigte sich auch als Songwriter verantwortlich, schlicht, da den anderen dazu die Motivation fehlte. Dass Valo zum Sänger und Songwriter wurde, beschrieb er als Notwendigkeit, da der Wunsch nach einer intakten Band diese Entscheidung bestimmte.

“You know, it was more because of a need. Because we wanted to have a band, but nobody was writing any music, so I had to do it. Same with singing for this band. We couldn’t find a singer, but we could find a bass player, originally I was supposed to be the bass player, trying to find singers, but there was none. […].”

1994 folgte eine unbetitelte zweite Demo, 1995 die dritte Demo His Infernal Majesty. Bei einem Auftritt der Band Slumgudgeon im Tavastia Club wurden sie auf deren Schlagzeuger Pätkä (Juhana Tuomas Rantala, *1974) aufmerksam, den sie überzeugen konnten, ihrer Band beizutreten.

### Erste EP:666 Ways to Love: Prologue(1996)

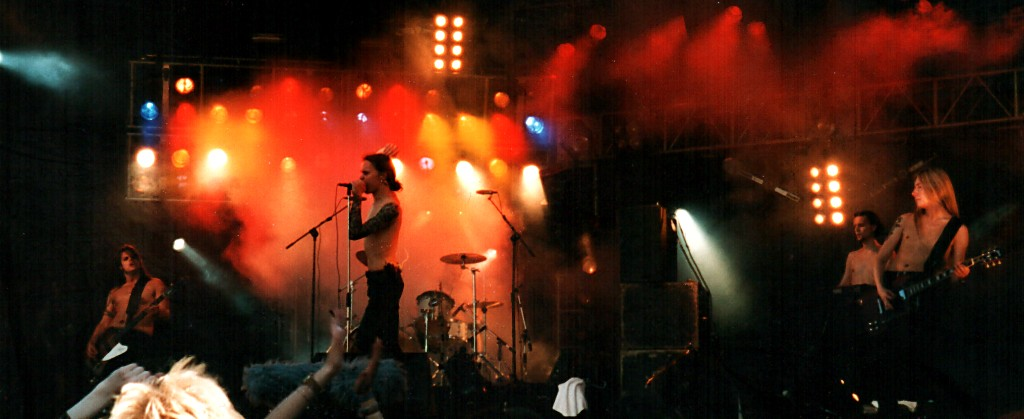
HIM (1999)

1995 sandten sie ihre Demo (mit dem Titel: His Infernal Majesty) an verschiedene Plattenfirmen. Anto Melasniemi, ein Freund von Valo, spielte auf dieser Demo das Keyboard. Anfang 1997 trat er der Gruppe als festes Mitglied bei. Die Demo enthielt die Lieder Stigmata Diaboli, Wicked Game und The Phantom Gate. Damit erhielten sie einen Plattenvertrag für eine EP.
Im Spätsommer 1996 wurde die EP 666 Ways to Love: Prologue in den Finnvox Studios in Helsinki eingespielt und am 19. Oktober 1996 in Finnland veröffentlicht. Die zweite Gitarre spielte „Oki“ von der Band Charged, was aber ein einmaliges Gastspiel blieb. Die EP enthielt vier Lieder, Stigmata Diaboli, Wicked Game, Dark Secret Love und The Heartless, produziert wurde diese von Hiili Hiilesmaa. Das Cover der EP zeigt ein Schwarz-Weiß-Foto von Valos Mutter Anita, im Alter von 19 Jahren. Obwohl der Bandname auf dem Cover noch als His Infernal Majesty abgebildet ist, zeigt der CD-Rücken und auch die CD selbst zum ersten Mal die Abkürzung HIM. Veröffentlicht wurde diese EP in einer Auflage von 1000 Exemplaren.
Für spätere Veröffentlichungen erwog die Gruppe fortan ein schlichtes H.I.M, bis man sich letztlich für die griffigere Kurzform HIM entschied. Valo begründete dies damit, dass der ursprüngliche Name „leicht zu vergessen“ sei. Die kanadische Thrash-Metal-Band Infernäl Mäjesty sei HIM hingegen unbekannt gewesen.

### DebütalbumGreatest Lovesongs Vol. 666(1998–1999)
1998 erschienen die Single Wicked Game und das dazugehörige Debütalbum Greatest Lovesongs Vol. 666 in Deutschland. Das Debüt wurde über 120.000 Mal verkauft. 1998 wurde Keyboarder Antto Melasniemi durch Jussi-Miko „Zoltan Pluto“ Salminen ersetzt und 1999 schied Drummer Rantala zugunsten von Mika Kristian „Gas Lipstick“ Karppinen (Kyyria) aus.

### Durchbruch mitRazorblade Romance(2000)
Die Ballade Join Me (in Death) (zudem Titelsong des Kinofilms The 13th Floor – Bist du was du denkst?) hielt sich in Deutschland wochenlang auf Platz 1 der Singlecharts und wurde mit Gold ausgezeichnet. Das dazugehörige Album Razorblade Romance stieg auf Platz 1 in die deutschen Charts ein, verkaufte sich über 750.000 Mal und wurde mit drei goldenen und einer Platinschallplatte ausgezeichnet. Zudem konnten sich zwei weitere Songs (Gone with the Sin und Right Here in My Arms) in den Top 20 platzieren. Verschiedene Auszeichnungen (darunter die von VIVA und VIVA Zwei vergebenen „Zuschauer-Cometen“) und eine rege Tour-Aktivität folgten. Dafür wurden die Musiker im Jahr 2001 mit dem VIVA-Comet als „Beste Band“ ausgezeichnet. Von der Underground-Rock-Band entwickelten sie sich mit der Veröffentlichung ihres Welterfolges Razorblade Romance (2000) innerhalb kurzer Zeit zu Weltstars und zu Idolen v. a. junger Frauen, nicht zuletzt aufgrund der Person des Sängers Ville Valo. Ende 2000 trat Emerson Burton, der ursprüngliche Keyboarder, als nun festes Bandmitglied an die Stelle Salminens.

### Weitere Erfolge mitDeep Shadows and Brilliant HighlightsundLove Metal(2001–2004)
Im Jahr 2000 waren HIM viel auf Tour. Konsequenterweise entstand das folgende Werk Deep Shadows and Brilliant Highlights (2001) quasi „auf Achse“. Bereits die erste Singleauskopplung Pretending erreichte die Top 10 und verhalf dem Album erneut zu großer Popularität: Deep Shadows & Brilliant Highlights erreichte Platz 2 der deutschen Charts, erhielt eine Goldauszeichnung und wurde letztlich über 250.000 Mal verkauft. Darüber hinaus konnte auch das nächste Lied namens In Joy and Sorrow in die Top 20 kommen.

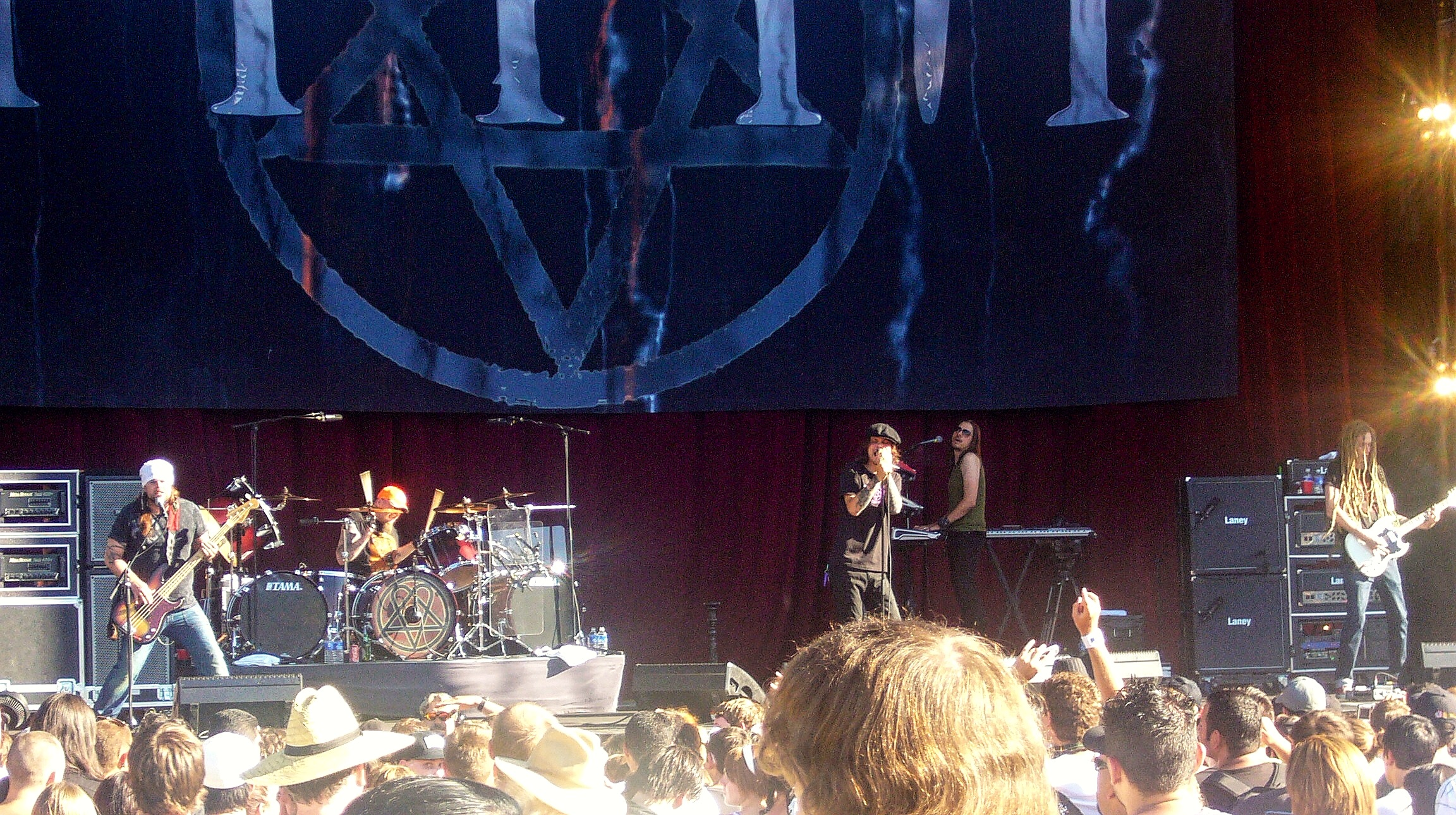
HIM (2007)

Die Band entschloss sich Anfang 2002, eine einjährige Schaffenspause einzulegen. Zumindest die Bühnenpräsenz sollte ein wenig zurückgefahren werden, nicht zuletzt, um wieder mehr Zeit für die kreativen Prozesse zu gewinnen. Zur Überbrückung der Veröffentlichungspause wurden die bisherigen Singles in einem Box-Set veröffentlicht.
2003 wurde das Album Love Metal der Öffentlichkeit vorgestellt. Bei thematischer Kontinuität in den Texten, die sich weiterhin mit dem Tod und verflossenen Lieben beschäftigen, kehrten HIM mit dem Album Love Metal zu ihren musikalisch „härteren“ Wurzeln zurück. Das Album erreichte Platz 1 der deutschen Hitparade. Die erste Single-Auskopplung The Funeral of Hearts gelangte bis auf Platz 3 der deutschen Singlecharts. The Sacrament und Buried Alive by Love gingen beide in die Top 30.
Das Greatest-Hits-Album And Love Said No komprimierte 2004 mit 14 bekannten und zwei neuen Titeln die bisherige Karriere der Band auf einer CD.

### Trennung von GUN,Dark LightundVenus Doom(2005–2009)
Anfang 2005 wechselte die Band zu Warner Music. Sie trennte sich von ihrem alten Label GUN/Supersonic, nachdem der über fünf Alben abgeschlossene Vertrag mit And Love Said No erfüllt war.
Im April 2005 erschien Love Metal Archives Vol. 1; eine DVD mit annähernd allen Musikvideos, die HIM seit Beginn ihrer Karriere produziert haben. Außerdem befinden sich diverse Live-Aufnahmen auf der Scheibe. Auf einer zusätzlichen DVD der limitierten Fassung ist der Film HIM vs. BAM enthalten. Weiterhin enthalten sind Making-ofs der Videos zu The Sacrament, Buried Alive by Love, Solitary Man und And Love Said No.
Im September 2005 veröffentlichten HIM ihr fünftes Studio-Album Dark Light, das erste Album das komplett in den USA aufgenommen und produziert wurde. Erstmals wurde dieses Album zeitgleich auch außerhalb Europas, in den USA, Kanada und Japan veröffentlicht. Für dieses Album erhielten sie zur Vermarktung Unterstützung von Bam Margera und Jimmy Pop (Frontmann der Band Bloodhound Gang). Sie wollten den Finnen gemeinsam zum Chart-Erfolg in den USA verhelfen. Die Band erreichte mit Dark Light immerhin Platz 18 der US-Mainstream-Rock-Charts.

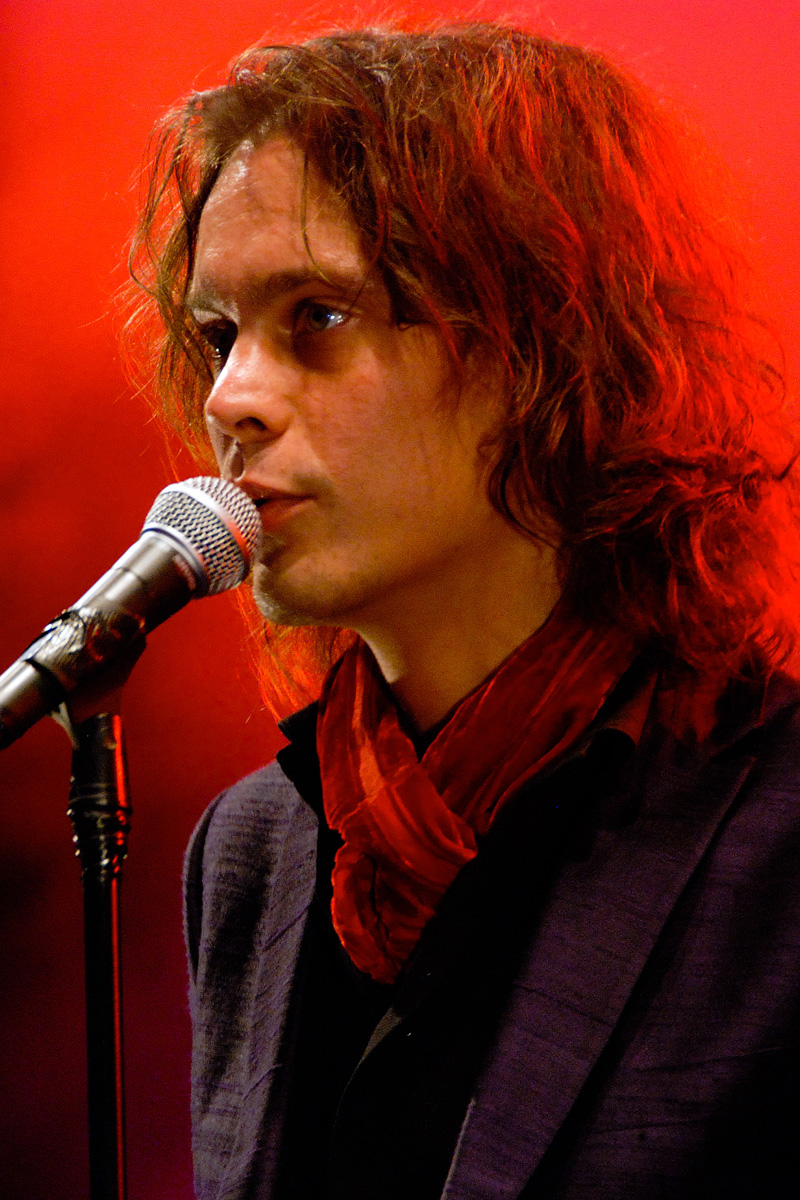
Ville Valo (2007)

Im Herbst 2006 sagten HIM ihre Amerika-Tour ab, um stattdessen an einem neuen Album zu arbeiten. Am 14. September 2007 erschien schließlich mit Venus Doom das nunmehr sechste Studioalbum der Band. Nach dem zwar erfolgreichen, musikalisch jedoch umstrittenen Vorgängeralbum wollte die Band hierbei wieder zu ihren rockigen Wurzeln zurückfinden und eine deutlich härtere und kompromisslosere Gangart einlegen.
Am 29. April 2008 wurde die Live-DVD und Live-CD Digital Versatile Doom – Live at Orpheum Theatre veröffentlicht. Diese stellt einen Mitschnitt der Konzerte vom 14. und 15. November 2007 in Los Angeles dar.

### Screamworks: Love in Theory and Practice,Trennung von Warner und nachlassender Erfolg (2010–2017)
HIM veröffentlichten ihr siebtes Studioalbum namens Screamworks: Love in Theory and Practice am 12. Februar 2010 in Deutschland. Die erste Single Heartkiller erschien in Deutschland am 5. Februar und erreichte in Finnland bereits Platz 5 der Charts. Die zweite Single Scared to Death erschien am 7. Mai, das Video wurde bereits zuvor veröffentlicht.
Am 7. Dezember 2010 wurde das Album SWRMXS – The Official Screamworks Remix Album veröffentlicht, auf dem die Songs des Originals in Remix-Versionen unter anderem von Tiesto, Morgan Page und Gavin Russom zu finden sind.
Nachdem sich HIM am 28. März 2011 von ihrem Label Sire/Warner trennten, wurde es still um die Band. Erst mit einem Interview des englischen Rock Magazins Kerrang am 15. Februar 2012 brach Frontman Ville Valo das Schweigen und erklärte, dass die Band derzeit an einem neuen Album arbeitete, der Schaffensprozess jedoch durch eine seltene Erkrankung von Drummer Gas’ Armen behindert werde. Am 16. August 2012 verkündete Produzent Tim Palmer via Twitter, dass er im November mit HIM in London arbeiten werde, um das neue Album Tears on Tape fertigzustellen. Zuvor werde die Band jedoch im September 2012 die Single Strange World, ein Cover des Künstlers Ké, und im Oktober die Compilation XX – Two Decades of Love Metal veröffentlichen. Das Album erschien am 6. November 2012. Das achte Studioalbum erschien am 26. bzw. 29. April 2013 und trägt den Namen Tears on Tape. In Deutschland erschien als Single der gleichnamige Song am 12. April 2013.
Am 27. Januar 2015 wurde bekannt, dass der Schlagzeuger Mika Kristian Karppinen die Band nach 16 Jahren verlassen wird. Er verkündete “It’s time for me to move on as a musician”. Er wurde durch Jukka Kröger ersetzt, der sein Debüt bei einem Überraschungsauftritt der Band am 25. Juli desselben Jahres feierte.
Am 5. März 2017 gab die Band bekannt, sich nach einer letzten Tournee Ende 2017 aufzulösen. Das letzte Konzert fand am 31. Dezember 2017 im Tavastia in Helsinki statt.

## Bandname
HIM ist ein Akronym bzw. Apronym für die Langform His Infernal Majesty. Die Schreibweise des Akronyms erfolgt dabei heute ohne Punkte: HIM. Das Akronym wird wie ein phonetisches Wort ausgesprochen und ähnelt dem englischen Wort him.

### Entstehung
Sie kamen auf den Bandnamen His Infernal Majesty durch eine Kombination dieser Vorfälle/Inspirationen:
- Sie hörten Musik von Black Sabbath und wollten auch einen coolen Namen[32]
- Sie hörten sich das Lied Oblivious to evil von Deicide an, in dem von Infernal Majesty die Rede ist
- Sie fanden den Namen in der Satanischen Bibel von Anton Szandor LaVey
- H.I.M. (His Imperial Majesty) ist eine Abkürzung einer der Amtstitel von Haile Selassie. Ville Valo hing als Teenager mit Hippies und Reggaeleuten herum, die an Haile Selassie als Messias glaubten. Valo sagte, er versuchte damals auch, an ihn zu glauben, aber auch mit dieser Religion konnte er nichts anfangen.

Die kanadische Thrash-Metal-Band Infernäl Mäjesty spielte dabei laut Valo keine Rolle, von ihr habe HIM nichts gewusst.
Es gab auch noch alternative Bandnamen, die sie sich überlegt hatten (Black Earth, Black Salem), aber Mige überzeugte die anderen von His Infernal Majesty.

### Namensprobleme

#### In Finnland: Namensänderung in HIM
Da der Name His Infernal Majesty eine eindeutige Anspielung auf Satan ist, wurde die Band in den 90ern in Finnland von einigen Leuten des Satanismus verdächtigt. So kam es vor, dass 1997 bei einem Festival eine Gruppe sehr religiöser Menschen beim Auftritt von HIM protestierte, indem sie betend im Publikum stand und ihre Bibeln hochhielt. Daraufhin kam es dann zu einer Schlägerei mit dem Rest des Publikums und das Konzert wurde abgebrochen.
Andererseits gab es aber auch Probleme mit Satanisten. Einige in Helsinki lebende Satanisten waren nicht davon begeistert, dass HIM mit Satanismus in Verbindung gebracht wurden, obwohl sie nicht dahinterstanden. Es kam sogar zu einem Gespräch zwischen Valo und einem der Vertreter der Satanisten. Da Ville Valo klarstellte, dass sie nichts mit Satanismus zu tun haben wollen, wollten die Satanisten ein Pamphlet veröffentlichen, in dem steht, dass HIM aus ihrer Sicht die falsche Message vermitteln.
Außerdem hatten die finnischen Fans von His Infernal Majesty ein Problem damit, sich diesen komplizierten Namen zu merken und ihn auch noch richtig auszusprechen, also nannten sie die Band HIM.
Dies alles führte dazu, dass die Band His Infernal Majesty dann ihren Namen in HIM änderte.

#### In den USA: Namensänderung in HER
Als HIM ihr zweites Album Razorblade Romance in den USA veröffentlichen wollten, stellten sie fest, dass sie das nicht durften. Dort gab es schon eine Band aus Chicago, die sich HiM nannte und ihren Namen rechtlich schützen ließ. Diese Band spielte Saxophonmusik und experimentellen Jazz.
Jimmy Pop, Sänger der Bloodhound Gang, wunderte sich, warum er das Album in Amerika weder in einem Laden noch im Internet finden konnte. Die Bloodhound Gang und HIM hatten beide zur gleichen Zeit ihre großen Hits und lernten sich deshalb auf europäischen Festivals kennen und erhielten den Kontakt, obwohl sie als Chaoten-Band mit Fäkalhumor verschrien waren. Aus diesem Grund wollte Jimmy Pop der Band einen Gefallen tun und entschloss sich eine Plattenfirma zu gründen, die das Album im Gebiet um Boston herum anbieten sollte. Im Juni 2000 rief er deshalb Seppo Vesterinen, den Manager von HIM an, aber erst zwei Jahre später, im Juni 2002, kam es zu einem Vertrag. Um die Namensprobleme zu umgehen, wurde das Album unter dem Namen HER (His Evil Royalty) veröffentlicht. Das Album wurde erst am 28. Oktober 2003 über Universal Records, lizenziert durch Jimmy Franks’ Plattenfirma, veröffentlicht und war auf 1000 Stück limitiert. Es wurde nur in Newbury Comics-Läden in New England (Massachusetts) verkauft.
Die Gruppe erwarb die Rechte des Namens und darf sich seitdem auch in den USA HIM nennen.
Auch das dritte Album Deep Shadows and Brilliant Highlights kam erst drei Jahre nach der eigentlichen Veröffentlichung in Amerika auf den Markt. Genauso erging es auch dem vierten Album Love Metal, es wurde erst zwei Jahre später veröffentlicht. Immer über Universal Records, lizenziert durch Jimmy Franks’ Plattenfirma, diesmal aber unter dem Namen HIM.

## Love Metal und Heartagram

### Love Metal
Der Kontrast zwischen den melancholischen Liebestexten und der meist harten Musik formte die Bezeichnung „Love Metal“, die die Band auch für ihr 2003 erschienenes viertes Album benutzte. Love Metal ist also ein Albumtitel und gleichzeitig ein selbst betiteltes Musikgenre für die Band HIM. Ob nun HIM die Idee zu diesem Begriff hatten oder er ihnen von Fans gegeben wurde, ist nicht eindeutig:
1. Die Plattenfirma wollte HIM unbedingt kategorisieren, um sie zu vermarkten. Es gab aber Unstimmigkeiten darüber in welches Genre sie eigentlich gehören. Deshalb haben sich HIM ein eigenes Genre ausgedacht.
2. Der Bassist von HIM sagte, die Fans hätten ihre Musik so genannt:

„Dieses Love Metal Ding hängt uns seit Jahren nach. Wir haben erst darüber gelacht, weil wir es einfach nicht loswerden konnten. Die Leute sagten: Ihr macht Love-Metal. Und als wir dann feststellen, dass dieser Begriff ein Teil dessen geworden war, was wir taten, haben wir ihn konsequenterweise einfach als Albumtitel benutzt […].“

### Heartagram

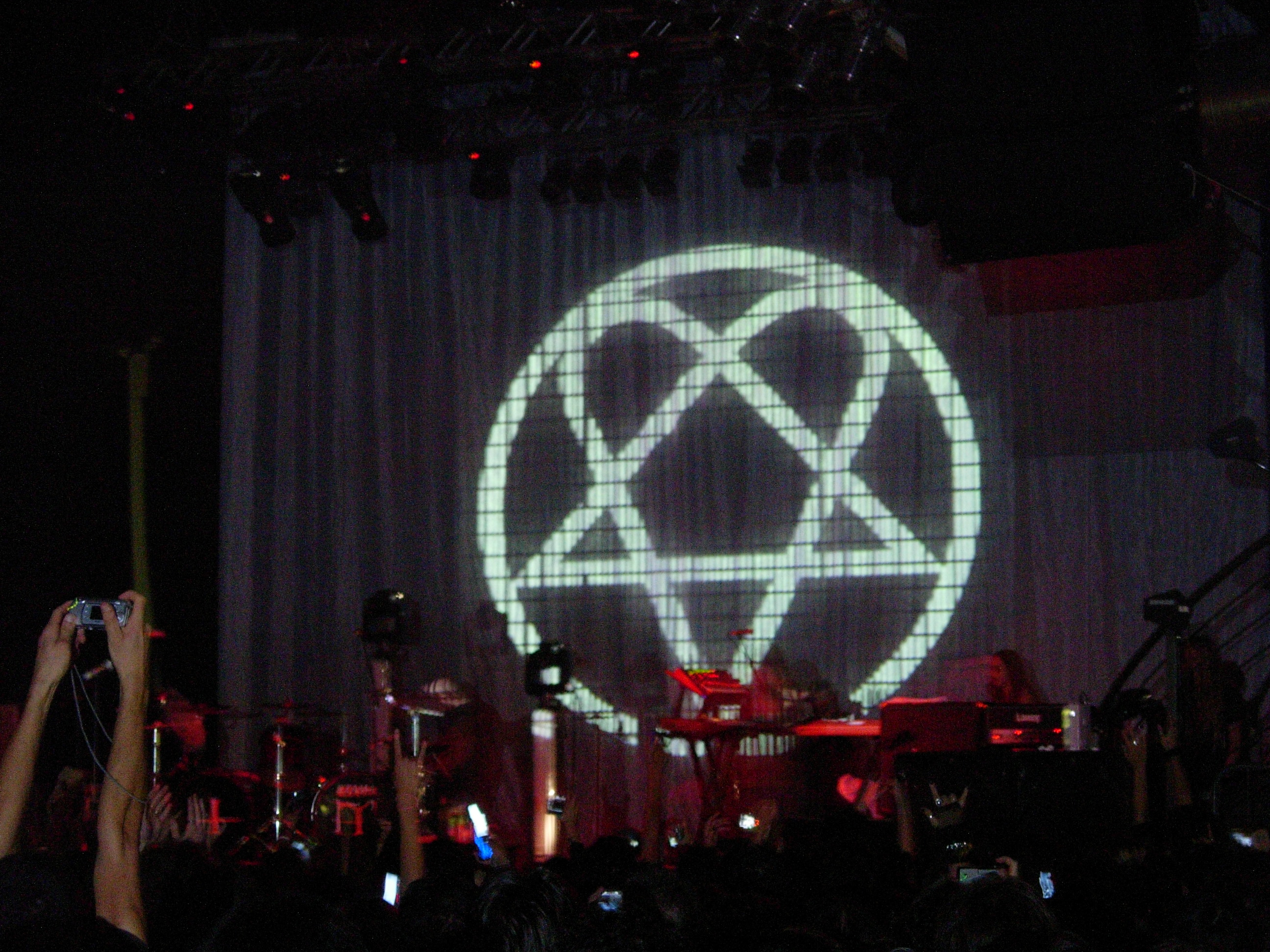
HIM live, im Hintergrund das Heartagram (2005)

Das Heartagram ist das Bandlogo von HIM. Das Symbol setzt sich aus einem Herzen und einem invertierten Pentagramm zusammen. Ville Valo selbst sagt dazu, dass das Herz für die Liebe, das Pentagramm für die seelischen Abgründe steht. Es soll also Gut und Böse symbolisieren. Er zeichnete das Heartagram an seinem 20. Geburtstag zum ersten Mal. Es entstand durch Zufall beim Herumkritzeln.
Auf dem ersten Album Greatest Lovesongs Vol. 666 befindet sich auf der Rückseite des Booklets ein Herz, in dessen Mitte 666 steht. Wie auch beim Heartagram handelt es sich dabei um eine Kombination von Gut und Böse. Das Heartagram wurde zum ersten Mal auf der Rückseite des Booklets vom zweiten Album Razorblade Romance verwendet. Seither befindet sich auf jedem Album ein Heartagram. Zu Beginn wurde das Heartagram nicht mit einem Kreis umfasst, erst ab dem vierten Album Love Metal ist es immer wieder mit einem Kreis zu sehen.
Das Bandlogo weist in Fankreisen eine entsprechende Popularität auf, beispielsweise als Tätowierungsmotiv oder auf Bekleidung. Auch Prominente wie Bam Margera und Kat von D haben sich das Symbol tätowieren lassen.

## Diskografie
Studioalben

| Jahr | Titel                                    | Höchstplatzierung, Gesamtwochen, AuszeichnungChartplatzierungen (Jahr, Titel, Platzierungen, Wochen, Auszeichnungen, Anmerkungen) | Höchstplatzierung, Gesamtwochen, AuszeichnungChartplatzierungen (Jahr, Titel, Platzierungen, Wochen, Auszeichnungen, Anmerkungen) | Höchstplatzierung, Gesamtwochen, AuszeichnungChartplatzierungen (Jahr, Titel, Platzierungen, Wochen, Auszeichnungen, Anmerkungen) | Höchstplatzierung, Gesamtwochen, AuszeichnungChartplatzierungen (Jahr, Titel, Platzierungen, Wochen, Auszeichnungen, Anmerkungen) | Höchstplatzierung, Gesamtwochen, AuszeichnungChartplatzierungen (Jahr, Titel, Platzierungen, Wochen, Auszeichnungen, Anmerkungen) | Höchstplatzierung, Gesamtwochen, AuszeichnungChartplatzierungen (Jahr, Titel, Platzierungen, Wochen, Auszeichnungen, Anmerkungen) | Anmerkungen                                                   |
| Jahr | Titel                                    | DE | AT | CH | UK | US | FI | Anmerkungen                                                   |
| ---- | ---------------------------------------- | --- | --- | --- | --- | --- | --- | ------------------------------------------------------------- |
| 1997 | Greatest Lovesongs Vol. 666              | DE50 (23 Wo.)DE | — | — | — | — | FI2 Platin · (29 Wo.)FI | Erstveröffentlichung: 20. November 1997 Verkäufe: + 68.719    |
| 1999 | Razorblade Romance                       | DE1 ×3Dreifachgold · (58 Wo.)DE                                                                                                   | AT1 Gold · (16 Wo.)AT | CH8 Gold · (32 Wo.)CH | UK— SilberUK | — | FI1 ×2Doppelplatin · (30 Wo.)FI                                                                                                   | Erstveröffentlichung: 19. Dezember 1999 Verkäufe: + 1.011.036 |
| 2001 | Deep Shadows and Brilliant Highlights    | DE2 Gold · (26 Wo.)DE | AT1 Gold · (10 Wo.)AT | CH2 Gold · (11 Wo.)CH | — | US190 (1 Wo.)US | FI1 Platin · (11 Wo.)FI | Erstveröffentlichung: 27. August 2001 Verkäufe: + 248.009     |
| 2003 | Love Metal                               | DE1 Gold · (20 Wo.)DE | AT5 (14 Wo.)AT | CH4 (15 Wo.)CH | UK55 Gold · (5 Wo.)UK | US117 (1 Wo.)US | FI1 Platin · (20 Wo.)FI | Erstveröffentlichung: 14. April 2003 Verkäufe: + 279.231      |
| 2005 | Dark Light                               | DE4 Gold · (13 Wo.)DE | AT4 (7 Wo.)AT | CH8 (7 Wo.)CH | UK18 Gold · (5 Wo.)UK | US18 Gold · (37 Wo.)US | FI1 Platin · (20 Wo.)FI | Erstveröffentlichung: 23. September 2005 Verkäufe: + 748.720  |
| 2007 | Venus Doom                               | DE3 (6 Wo.)DE | AT9 (4 Wo.)AT | CH5 (6 Wo.)CH | UK31 (2 Wo.)UK | US12 (2 Wo.)US | FI2 Gold · (9 Wo.)FI | Erstveröffentlichung: 14. September 2007 Verkäufe: + 30.818   |
| 2010 | Screamworks: Love in Theory and Practice | DE4 (5 Wo.)DE | AT7 (3 Wo.)AT | CH7 (4 Wo.)CH | UK50 (1 Wo.)UK | US25 (4 Wo.)US | FI2 Gold · (12 Wo.)FI | Erstveröffentlichung: 8. Februar 2010 Verkäufe: + 15.101      |
| 2013 | Tears on Tape                            | DE2 (6 Wo.)DE | AT7 (4 Wo.)AT | CH22 (3 Wo.)CH | — | US15 (2 Wo.)US | FI2 (10 Wo.)FI | Erstveröffentlichung: 26. April 2013 Verkäufe: + 20.000       |

## Auszeichnungen
Comet
- 2000: in der Kategorie „Zuschauer Comet von Viva 2“
- 2000: in der Kategorie „McClip Des Jahres“ (Join Me)
- 2001: in der Kategorie „Zuschauer Comet von Viva 2“

Bravo Otto
- 2000: Silber in der Kategorie „Band Rock“

Echo
- 2001: in der Kategorie „Gruppe des Jahres international“ (Nominiert)

Grammy Award
- 2007: Best Boxed/Special Limited Edition: Venus Doom (Nominiert)

## Nebenprojekte der Bandmitglieder
Die Engagements Ville Valos neben der Arbeit mit HIM sind in dem Artikel über ihn aufgelistet.
- 2001: Thulsa Doom (HIM als Thulsa Doom, Warm-up-Band für The 69 Eyes im Tavastia Klubi)
- 2001: The King of Rock’n Roll (Lily Lazer als Daniel Lioneye; Migé: Bass, Valo: Schlagzeug)
- 2002: Pitkäsoitto (Lily als Gitarrist im Song Loiste bei Ihmepoika)
- 2002: Waiting for the Dawn (Gas als Schlagzeuger bei Timo Kotipelto)
- 2002: Hedonist Hellcats (Migé, Valo und Lily als Backgroundsänger bei The Skreppers)
- 2002: Support-Band von The Skreppers (Lux Airam/Ville, Miguelo/Migé & D. Lioneye/Lily)
- 2004: For Those About to Rot (Gast als Pus Sypope bei To Separate The Flesh From The Bones)
- 2005: Roll Over! Play Dead! (Sideproject Bendover von Gas Lipstick)
- 2007: Faith (Gas als Schlagzeuger bei Eyes of Eden)
- 2007: M. Lindström ist Gitarrist bei seiner Ex-Lebensgefährtin Manna (Debütalbum Sister)